# Virginia Slims of Florida 1985
Il Virginia Slims of Florida 1985 è stato un torneo di tennis giocato sul cemento. È stata la 7ª edizione del torneo, che fa del Virginia Slims World Championship Series 1985. Si è giocato a Key Biscayne negli USA dal 21 al 27 gennaio 1985.

## Campionesse

### Singolare
Chris Evert ha battuto in finale  Martina Navrátilová con il punteggio di 6–2, 6–4

### Doppio
Kathy Jordan /  Elizabeth Smylie hanno battuto in finale  Svetlana Černeva /  Larisa Neiland con il punteggio di 6–4 7–6